# Faith Fyles
Faith Fyles, née le 30 septembre 1875 à Cowansville et morte le 22 octobre 1961 à Ottawa, est une botaniste et illustratrice botanique québécoise. Elle est la première artiste botaniste au service du ministère de l'Agriculture du gouvernement fédéral canadien.

## Biographie
Faith Fyles naît le 30 septembre 1875 à Cowansville, Québec, Canada. Elle est la septième de dix enfants. Son père, le révérend Dr Thomas Faith Fyles, est un ecclésiastique anglican anglais qui avait émigré d'Angleterre au Canada pour fonder des paroisses et qui étudiait et illustrait les insectes (entomologie) comme passe-temps.
Faith Fyles obtient son diplôme d'études secondaires avec mention, puis entre à l'université McGill avec une bourse de première classe et obtient un baccalauréat en 1905. Elle étudie sous la direction de Carrie Derick — une autre botaniste qui a sans doute inspiré Faith Fyles à poursuivre une carrière dans ce domaine. Après avoir obtenu son diplôme, elle passe une année à étudier la flore du Québec avec son père et suit des cours d'art en tant que membre du Quebec Studio Club Fyles a ensuite enseigné pendant six ans (au Dunham Ladies College, à Dunham, puis à l'école Bishop Strachan, à Toronto), ce qui est suivi d'une année de voyages et d'études en Europe (principalement à Londres et à Paris, avec des voyages d'études en Espagne et en Italie en 1909),.
Comme son père, Faith Fyles est un membre actif de l'Ottawa Field Naturalists Club, siégeant à ses comités et conseils et contribuant à des articles dans ses publications et autres revues.

## Carrière
En 1909, lorsque sa famille déménage à Hull, au Québec, Faith Fyles obtient un poste de commis au ministère de l'Agriculture à Ottawa en tant qu'analyste adjoint des semences. Selon G. H. Clark, « les hommes n'aiment pas le travail détaillé des essais de semences. C'est un travail très fin et minutieux, très éprouvant pour la patience. C'est essentiellement un travail de femmes. »
Deux ans plus tard, Faith Fyles est transférée à la Division de botanique de la Ferme expérimentale centrale en tant que botaniste adjointe, où elle est chargée de l'Arboretum. [Bien qu'elle soit qualifiée pour le poste, il est rare à l'époque que le gouvernement embauche des femmes comme professionnelles en botanique, et on suppose que sa nomination pourrait être le résultat des relations de son père, de l'influence de l'un de ses anciens professeurs qui était examinateur de la fonction publique en botanique, ou du fait qu'elle avait 36 ans et que « la probabilité qu'elle quitte le poste en faveur du mariage et d'une famille n'était pas élevée »,.

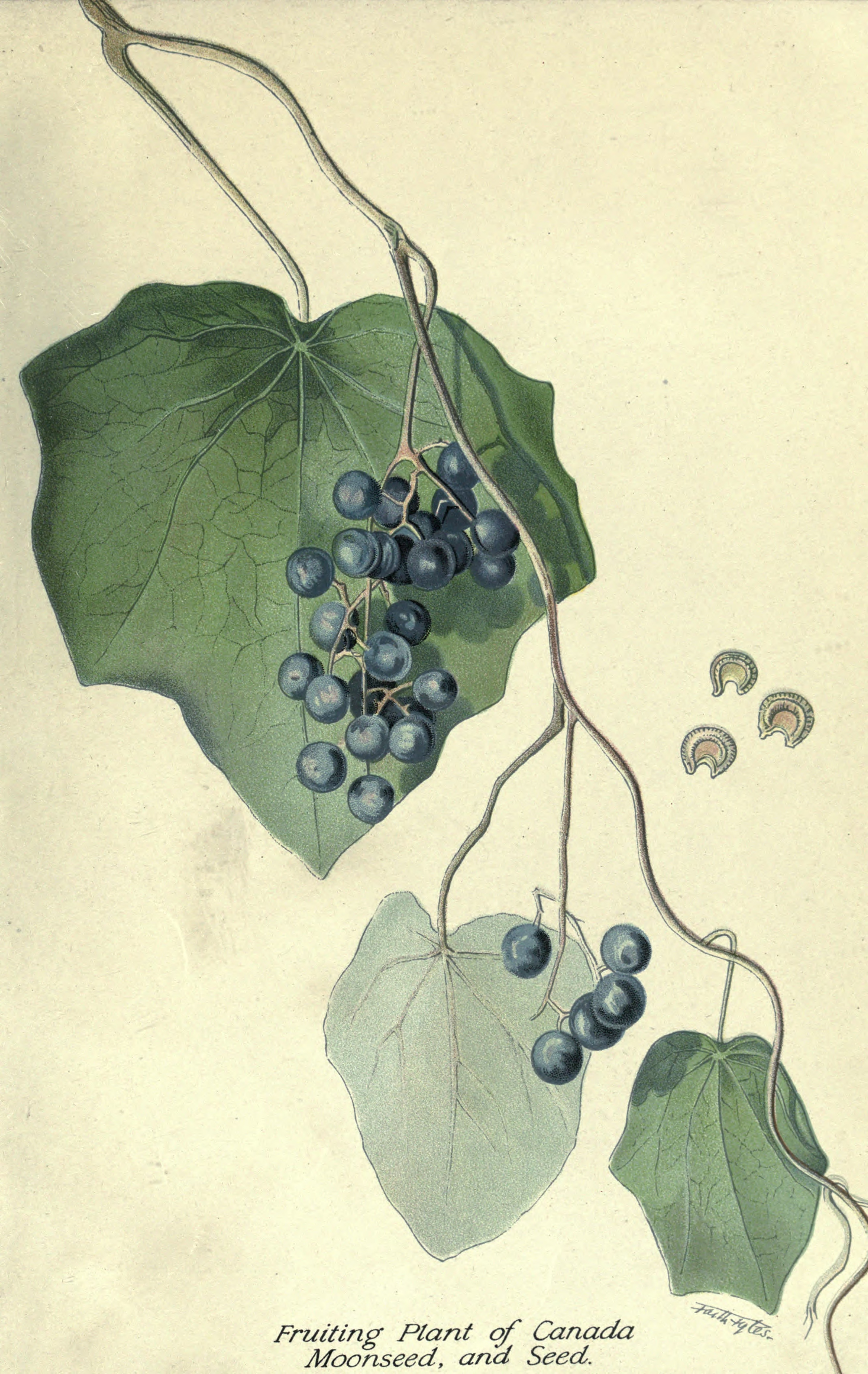
Illustration du Menispermum canadense (Fyles Principal Poisonous Plants of Canada, 1920).

En tant que botaniste adjointe, Faith Fyles étiquetait les arbres, les arbustes et les plantes herbacées vivaces de l'Arboretum et était responsable de l'identification du grand nombre de plantes envoyées à la division ou recueillies par celle-ci. Elle offrait également de dessiner des spécimens botaniques dans ses temps libres.
Le 11 juillet 1914, Faith Fyles quitte Ottawa pour faire une tournée dans l'Ouest canadien afin de recueillir des mauvaises herbes. Plus de 800 spécimens de mauvaises herbes représentant 44 espèces différentes ont été recueillis, pressés, séchés et expédiés à Ottawa,. Sa première publication dont elle est l'autrice unique date de 1914, lorsqu'elle est accréditée pour le chapitre « Botanique systématique » du Report of the Dominion Botanist de 1913. En 1914, Faith Fyles parcourt l'Ouest canadien pour préparer un bulletin intitulé Principal Poisonous Plants of Canada, illustré de ses propres peintures et croquis. Ses illustrations aident les agriculteurs à identifier les spécimens de mauvaises herbes. D'autres publications (Wild Rice Bulletin, 1920) et l'expansion de l'herbier sont le fruit de son travail au ministère.
Pendant la Première Guerre mondiale, Faith Fyles  mène des recherches sur une maladie fongique du riz sauvage appelée ergot et réalise que le champignon du riz sauvage est une nouvelle espèce. Elle l'a formellement décrit scientifiquement dans son bulletin sur le riz sauvage en 1920, après la guerre . Cette année-là, elle a également publié son bulletin sur les plantes vénéneuses qui mentionne également l'ergot de riz sauvage maintenant connu sous le nom de Claviceps zizaniae Pantidou ex Redhead, M. E. Corlett & M. N. L. Lefebvre.
De plus, en 1920, Faith Fyles devient la première artiste employée par la division de l'horticulture, où elle travaille sous la direction de William Tyrrell Macoun,. Ses peintures avaient pour but d'illustrer la couleur réelle et les données techniques des spécimens individuels, ce qui était particulièrement important pour l'expérimentation et la documentation des différentes variétés de fruits, de végétation et de graines. Ses aquarelles illustrent des publications telles que Cultivation of the Apple in Canada et The Raspberry and its Cultivation in Canada.
En 1931, une mauvaise santé l'oblige à prendre sa retraite, mais elle continue de peindre à l'huile, au pastel et à l'aquarelle,. Pendant deux décennies, elle a présenté ses œuvres dans des expositions de l'Académie royale des arts du Canada qui exprimaient une appréciation de la beauté de la nature, en particulier celle des plantes et des fleurs,. Elle a également tenu ses propres expositions, comme celle d'Ottawa en 1924, où 17 des 36 tableaux exposés ont été vendus, dont un à Lady Byng, épouse du gouverneur général du Canada, qui a plus tard demandé à Faith Fyles de peindre des scènes de son jardin,.
Faith Fyles meurt à Ottawa le 22 octobre 1961 et est enterrée avec ses parents dans la section 40 du cimetière Beechwood,.

## Publications
- Faith Fyles F. 1914. Botanique systématique. pp. 493-496, pl. XVIII, dans Güssow, H. T., Rapport de la Division de la botanique pour l'année fiscale se terminant le 31 mars 1913. Dominion du Canada. Ministère de l'agriculture. Fermes expérimentales du Dominion. Sessional Paper 16.
- Faith Fyles F. 1915. Une étude préliminaire de l'ergot du riz sauvage. Avec la plaque XI. Phytopath. 5(3) : 186-192.
- Faith Fyles, F. 1916. Rouille noire ou rouille de la tige du blé. Poster [œuvre d'art]. Circ. 12. Fermes expérimentales du Dominion. Département de l'agriculture. Dominion du Canada.
- Faith Fyles F. 1920a. Wild rice. Ser. 2, Bull. 42. Ferme expérimentale du Dominion, ministère de l'Agriculture, Ottawa.
- Faith Fyles F. 1920b. Principales plantes vénéneuses du Canada. Ser. 2, Bull. 39. Ferme expérimentale du Dominion, Département de l'agriculture, Ottawa.
- Güssow, H. T. 1917. La rouille noire ou rouille de la tige du blé. Un compte rendu populaire de la nature, de la cause et de la prévention de la rouille des grains. Bull. 33, n.s., Fermes expérimentales du Dominion. Département de l'agriculture. Dominion du Canada.
- Redhead, S. A., Corlett, M. E., Lefebvre, M. N. L. 2008. Validation et typification du nom Claviceps zizaniae. Mycotaxon 106 : 303-309.